# Lijst van rangen van de Franse strijdkrachten
Dit artikel bevat een Lijst van rangen van de Franse Strijdkrachten. Hiertoe behoren tevens:
- de Gendarmerie Nationale
- de brandweer van Parijs (Brigade de sapeurs-pompiers de Paris »BSPP«). Deze valt onder de Genie en draagt de daarbij behorende rangtekens.
- de brandweer van Marseille (Bataillon de marins-pompiers de Marseille »BMPM«). Deze valt onder de Marine en draagt de daarbij behorende rangtekens.

## Maarschalk en admiraal
De rangen Maréchal de France (Maarschalk van Frankrijk) en Amiral de France (Admiraal van Frankrijk) zijn al geruime tijd niet meer toegekend. De bijbehorende rangtekens bestaan uit zeven sterren. (zes sterren zijn voorbehouden aan de rang Gouverneur militaire de Paris.)
De laatste Maréchal de France was Marie-Pierre Kœnig (1898–1970) De titel werd in 1984 postuum verleend.
De laatste Amiral de France was François Darlan, hij kreeg deze titel in 1939.

Maréchal de France
Amiral de France

## Landmacht -Armée de terre
Binnen de landmacht bestaan drie groepen van officieren: die van de krijgsmacht, die van de experts en die van het "Corps technique et administratif " (CTA). Mannelijke officieren worden door hun ondergeschikten traditioneel aangesproken met mon (bijvoorbeeld mon général). Dit moet niet worden vertaald met het Nederlandse "mijn", maar het is een afkorting van "monsieur" (mijnheer). Vandaar dat deze wijze van aanspreken bij vrouwelijke officieren achterwege wordt gelaten.

### Generaals - Officiers généraux
De naam generaal is afgeleid van de term Capitaine général. Dit was de kapitein die het opperbevel over het gehele leger voerde. De generaals worden ingedeeld in twee takken:
- De eerste tak omvat alle generaals in actieve dienst, en generaals B.d..
- De tweede tak omvat generaals, die in dienst staan van het Ministerie van Defensie.

| Rang                     | Aanspreektitel                    | Functie                        | Rangteken |
| ------------------------ | --------------------------------- | ------------------------------ | --------- |
| Général d'armée          | mon général (vrouwelijk: général) | opperbevelhebber van een leger |           |
| Général de corps d'armée | mon général (vrouwelijk: général) | bevelhebber van een legerkorps |           |
| Général de division      | mon général (vrouwelijk: général) | commandant van een divisie     |           |
| Général de brigade       | mon général (vrouwelijk: général) | commandant van een brigade     |           |

### Hoofdofficieren- Officiers supérieurs
Blauwe epauletten zijn voorbehouden aan de Jagers te voet (Chasseurs à pied) en Bergjagers (Chasseurs alpins), omdat zij een blauw uniform (tenue bleue) dragen.
| Rang | Aanspreektitel                          | Functie                                                   | Rangteken |
| --- | --------------------------------------- | --------------------------------------------------------- | --------- |
| Colonel                                                                                                   | mon colonel (vrouwelijk: colonel)       | commandant van een regiment                               |           |
| Lieutenant-colonel                                                                                        | mon colonel (vrouwelijk: colonel)       | commandant van een regiment                               |           |
| Commandant Chef d'escadrille bij de luchtcomponent van de landmacht (Aviation Légère de l'Armée de Terre) | mon commandant (vrouwelijk: commandant) | bataljonscommandant of commandant van een groep squadrons |           |

### Subalterne officieren- Officiers subalternes
| Rang            | Aanspreektitel                         | Functie | Rangteken |
| --------------- | -------------------------------------- | --- | --------- |
| Capitaine       | mon capitaine (vrouwelijk:capitaine)   | bevelhebber van een compagnie, Eskadron, Batterij, of squadron |           |
| Lieutenant      | mon lieutenant (vrouwelijk:lieutenant) | commandant van een peloton |           |
| Sous-lieutenant | mon lieutenant (vrouwelijk:lieutenant) | commandant van een peloton |           |
| Aspirant        | mon lieutenant (vrouwelijk:lieutenant) | commandant van een peloton |           |
| Élève-officier  | mon lieutenant (vrouwelijk:lieutenant) | Officier in opleiding: EP, ESM, École militaire interarmes (EMIA), École militaire du corps technique et administratif (EMCTA), École militaire supérieure d'administration et de management(EMSAM), Élève officier en formation initiale en Allemagne (EOFIA), Élève-officier de réserve (EOR). |           |

### Onderofficiers- Sous-officiers
| Rang | Aanspreektitel                                                                                           | Functie                                                 | Rangteken |
| --- | --- | ------------------------------------------------------- | --------- |
| Major | major | pelotonscommandant                                      |           |
| Adjudant-chef | mon adjudant chef, of vrouwelijk:adjudant chef mon lieutenant, of vrouwelijk:lieutenant bij de Cavalerie | pelotonscommandant                                      |           |
| Adjudant | mon adjudant chef, of vrouwelijk:adjudant chef mon lieutenant, of vrouwelijk:lieutenant bij de Cavalerie | pelotonscommandant                                      |           |
| Sergent-chef Maréchal des logis-chef (Berittene Truppen), | chef | groepscommandant en plaatsvervangend pelotonscommandant |           |
| Sergent Maréchal des logis (Bereden wapenen) Deze rang bestaat sinds de afschaffing van de dienstplicht niet meer. Ze diende ervoor oudgedienden te kunnen onderscheiden. | Sergent Maréchal des logis                                                                               | groepscommandant                                        |           |
| Onderofficier in opleiding/élève sous-officier van de École nationale des sous-officiers d'active (ENSOA)                                                                 | élève sous-officier                                                                                      |                                                         |           |

### Soldatenrangen - Militaires du rang
| Rang                                                                   | Aanspreektitel             | Functie | Rangteken |
| ---------------------------------------------------------------------- | -------------------------- | --- | --------- |
| Caporal-chef de première classe (in 1999 ingevoerd)                    | caporal-chef               | plaatsvervangend groepscommandant                                                                           |           |
| Caporal-chef (Brigadier-chef bij de bereden wapenen)                   | caporal-chef               | plaatsvervangend groepscommandant                                                                           |           |
| Caporal (Brigadier bij de bereden wapenen)                             | caporal                    | plaatsvervangend groepscommandant                                                                           |           |
| Soldat de première classe Geen officiële rang; meer een onderscheiding | soldat, of première classe | Geen bevelsverantwoordelijkheid. Kan echter in speciale gevallen als korporaal of brigadier worden ingezet. |           |
| Soldat deuxième classe                                                 | soldat                     | |           |

## Luchtmacht -Armée de l'air
De rangbetekenissen van de Franse luchtmacht onderscheiden zicht uitsluitend bij de generaals van die van de landmacht.
Sinds 1 januari 2010 is het „Corps des commissaires de l'air“ opgegaan in het centrale „Service du commissariat des armées“.
Het luchtmachtpersoneel is onderverdeeld in drie groepen:
- Navigatoren - le corps du personnel navigant
- Mecaniciens - le corps des mécaniciens
- Ondersteunend grondpersoneel - le corps des bases

Iedere groep kenmerkt zich door het dragen van een specifieke kleur naamplaatje:
- Navigatoren - rood met een ster
- Mecaniciens - violet met een tandwiel
- Ondersteunend grondpersoneel - blauw (zonder verder kenmerk)
- Administratie: otterbruin met een Acanthusblad

Epauletten in dezelfde kleuren worden tegenwoordig alleen nog maar door commissarissen (afministratief) en artsen gebruikt.
Genie-eenheden van de luchtmacht dragen speciale rangtekenen bestaande uit zwart fluweel met de kleuren van de genie en een zwarte luchtmachtadelaar. (Charognard: aasgier).

### Generaals - Officiers généraux
| Rang                             | Aanspreektitel                 | Functie                                           | Rangteken |
| -------------------------------- | ------------------------------ | ------------------------------------------------- | --------- |
| Général d'armée aérienne GAA     | mon général vrouwelijk:général | Bevelhebber van een luchtmachtleger               |           |
| Général de corps aérien GCA      | mon général vrouwelijk:général | Bevelhebber van een luchtmachtkorps               |           |
| Général de Division Aérienne GDA | mon général vrouwelijk:général | Bevelhebber van een luchtmachtdivisie             |           |
| Général de brigade aérienne      | mon général vrouwelijk:général | Bevelhebber van een luchtmachtbrigade (Commodore) |           |

### Staf- en subalterne officieren - Officiers supérieurs et subalternes
| Rang                   | Aanspreektitel                       | Functie                           | Rangteken |
| ---------------------- | ------------------------------------ | --------------------------------- | --------- |
| Colonel COL            | mon colonel vrouwelijk:colonel       | Regimentscommandant               |           |
| Lieutenant-Colonel LCL | mon colonel vrouwelijk:colonel       | Wingcommandant                    |           |
| Commandant CDT         | mon commandant vrouwelijk:commandant | Squadroncommandant/wingcommandant |           |
| Capitaine CNE          | mon capitaine vrouwelijk:capitaine   |                                   |           |
| Lieutenant LTT         | mon lieutenant vrouwelijk:lieutenant |                                   |           |
| Sous-Lieutenant SLT    | mon lieutenant vrouwelijk:lieutenant |                                   |           |
| Aspirant ASP           | mon lieutenant vrouwelijk:lieutenant | vaandrig - officier in opleiding  |           |

### Officieren in opleiding - Élèves officiers
| Rang | Aanspreektitel                       | Functie | Rangteken |
| --- | ------------------------------------ | ------- | --------- |
| Aspirant ASP Student in het 2e jaar van de École de l'air of het 1e jaar van de École militaire de l'air (Regeling sinds september 2009)        | mon lieutenant vrouwelijk:lieutenant | -       |           |
| Aspirant première année Student in het eerste jaar van de École de l'air (voormalige Rang: Élève Officier EO) - (Regeling sinds september 2009) | mon lieutenant vrouwelijk:lieutenant | -       |           |
| Élève-officier du personnel navigant Student navigatie                                                                                          | mon lieutenant vrouwelijk:lieutenant | -       |           |

### Onderofficieren - Sous-officiers
| Rang | Aanspreektitel                                  | Functie                                                 | Rangteken |
| --- | ----------------------------------------------- | ------------------------------------------------------- | --------- |
| Major | major                                           | groepscommandant                                        |           |
| Adjudant-chef | mon adjudant chef, of vrouwelijk: adjudant chef | groepscommandant                                        |           |
| Adjudant Adjudant Préselection Rang ADJ Adjudant présélectionné rang en vue de prétendre au grade de Lieutenant. | mon adjudant, of vrouwelijk:adjudant            | groepscommandant                                        |           |
| Adjudant | mon adjudant, of vrouwelijk:adjudant            | groepscommandant                                        |           |
| Sergent-Chef Présélection Rang Sergent-Chef préselectionné rang en vue de prétendre au grade de Lieutenant.      | chef                                            | groepscommandant en plaatsvervangend pelotonscommandant |           |
| Sergent-Chef SGC                                                                                                 | chef                                            | Gruppenführer                                           |           |
| Sergent SGT | sergent                                         | groepscommandant                                        |           |

### Lagere rangen
| Rang                                                | Aanspreektitel | Functie                                                    | Rangteken |
| --------------------------------------------------- | -------------- | ---------------------------------------------------------- | --------- |
| Caporal-Chef CLC                                    | caporal        | langer dienend korporaal plaatsvervangend groepscommandant |           |
| Caporal-Chef CLC                                    | caporal        | langer dienend korporaal plaatsvervangend groepscommandant |           |
| Caporal-Chef CLC                                    | caporal        | Groepscommandant                                           |           |
| Caporal CAL                                         | caporal        | plaatsvervangend groepscommandant                          |           |
| Vlieger 1e klasse - Aviateur de première classe AV1 | aviateur       | plaatsvervangend groepscommandant                          |           |
| Vlieger - Aviateur AVT                              | aviateur       | -                                                          |           |

## Marine -Marine nationale

### Admiraals - Officiers amiraux
| Rang                                       | Aanspreektitel               | Functie | Rangteken |
| ------------------------------------------ | ---------------------------- | ------- | --------- |
| Amiral (Luitenant-admiraal-generaal)       | Mon amiral vrouwelijk:Amiral |         |           |
| Vice-amiral d’escadre (Luitenant-admiraal) | Mon amiral vrouwelijk:Amiral |         |           |
| Vice-amiral (Viceadmiraal)                 | Mon amiral vrouwelijk:Amiral |         |           |
| Contre-amiral (Schout-bij-nacht)           | Mon amiral vrouwelijk:Amiral |         |           |

De term Admiraal/Amiral is afkomstig uit het Arabisch. De Arabische term Amir al-bahr betekent zoveel als Heerser der zee

### Staf- en subalterne officieren - Officiers supérieurs et subalternes
| Rang                                                      | Aanspreektitel                       | Functie | Rangteken |
| --------------------------------------------------------- | ------------------------------------ | ------- | --------- |
| Capitaine de Vaisseau                                     | Commandant vrouwelijk:Commandant     |         |           |
| Ingenieur en chef                                         | Commandant vrouwelijk:Commandant     |         |           |
| Capitaine de Frégate                                      | Commandant vrouwelijk:Commandant     |         |           |
| Capitaine de Corvette                                     | Commandant vrouwelijk:Commandant     |         |           |
| Lieutenant de Vaisseau                                    | Capitaine vrouwelijk:Capitaine       |         |           |
| Enseigne de vaisseau de première classe                   | Mon lieutenant vrouwelijk:Lieutenant |         |           |
| Enseigne de vaisseau de deuxième classe                   | Mon lieutenant vrouwelijk:Lieutenant |         |           |
| Aspirant van de École navale                              | Mon lieutenant vrouwelijk:Lieutenant |         |           |
| Élève-officier Student in het 1e jaar van de École navale | Monsieur vrouwelijk:Madame\          |         |           |

### Hogere onderofficieren - Officiers mariniers supérieurs
| Rang             | Aanspreektitel | Functie | Rangteken |
| ---------------- | -------------- | ------- | --------- |
| Major            | Major          |         |           |
| Maître principal | Cipal          |         |           |
| Premier maître   | Patron         |         |           |

### Onderofficieren - Officiers mariniers subalternes
| Rang                       | Aanspreektitel | Functie | Rangteken |
| -------------------------- | -------------- | ------- | --------- |
| Maître                     | Patron         |         |           |
| Second maître              | Chef           |         |           |
| Second maître maistrancier | Maître         |         |           |
| Éleve maîstrancier         | Maître         |         |           |

### Lagere rangen - Équipage
| Rang                           | Aanspreektitel | Functie | Rangteken |
| ------------------------------ | -------------- | ------- | --------- |
| Quartier maître de 1ère classe | Choufe         |         |           |
| Quartier maître de 2ème classe | Crabe          |         |           |
| Matelot breveté                |                |         |           |
| Matelot                        |                |         |           |

## Geneeskundige Troepen - Médecin/Pharmacien/Dentiste/Vétérinaire
| Functie | Aanspreektitel                  | Rangteken |
| --- | ------------------------------- | --------- |
| Médecin/Pharmacien/Vétérinaire chef des services hors classe Hogere bevelhebber van de geneeskundige troepen                    | mon général vrouwelijk: général |           |
| Médecin/pharmacien/chirurgien-dentiste/vétérinaire chef des services de classe normale Bevelhebber van de geneeskundige troepen | mon général vrouwelijk: général |           |
| Médecins/pharmaciens généraux inspecteurs Inspecteur-generaal van de medische en farmaceutische dienst                          | mon général vrouwelijk: général |           |
| Médecins/pharmaciens/vétérinaires généraux Generaal in de medische, farmaceutische en veterinaire dienst                        | mon général vrouwelijk: général |           |

| Functie | Aanspreektitel                                    | Rangteken arts | Rangteken apotheker | Rangteken tandarts |
| --- | ------------------------------------------------- | -------------- | ------------------- | ------------------ |
| Médecin/pharmacien/chirurgien-dentiste/vétérinaire en chef après cinq ans d’ancienneté Commandant in de geneeskundige, farmaceutische, tandheeldkundige en veterinaire dienst, met meer dan vijf dienstjaren | mon colonel vrouwelijk: colonel                   |                |                     |                    |
| Médecin/pharmacien/chirurgien-dentiste/vétérinaire en chef Commandant in de geneeskundige, farmaceutische, tandheeldkundige en veterinaire dienst                                                            | mon colonel vrouwelijk: colonel                   |                |                     |                    |
| Médecin/pharmacien/chirurgien-dentiste/vétérinaire principal Overste in de geneeskundige, farmaceutische, tandheeldkundige en veterinaire dienst                                                             | mon colonel vrouwelijk: colonel                   |                |                     |                    |
| Médecin/pharmacien/chirurgien-dentiste/vétérinaire Militaire arts, of apotheker | Monsieur le docteur vrouwelijk: Madame le docteur |                |                     |                    |
| Médecin : à partir de la septième année jusqu'au doctorat Arts-assistent (zevendejaars student medicijnen)                                                                                                   | Monsieur le docteur vrouwelijk: Madame le docteur |                | -                   | -                  |
| Aspirant médecin/pharmacien (à partir de la quatrième année) Aspirant (vierdejaars student medicijnen) |                                                   |                |                     |                    |
| Élève-officier médecin/pharmacien (première année) Eerstejaars student medicijnen |                                                   |                |                     |                    |

De rangtekenen van de veterinaire dienst zijn conform die van de jagersregimenten, met een lelie-kroon in plaats van een jagershoorn en met een donkergrijze bies.

### Ziekenverzorgens en technische dienst in militaire hospitaals - Militaires infirmiers et techniciens des hôpitaux des armées (MITHA)
Het gaat hier om medisch en paramedisch personeel, maar ook om verplegers in militaire hospitaals.
| Rang                              | Aanspreektitel                          | Functie                                                | Rangteken |
| --------------------------------- | --------------------------------------- | ------------------------------------------------------ | --------- |
| Directeur des soins de 1re classe |                                         | Directeur 1e klasse van de stationaire medische dienst |           |
| Directeur des soins de 2e classe  |                                         | Directeur 1e klasse van de stationaire medische dienst |           |
| Capitaine                         | mon capitaine (vrouwelijk: capitaine)   | hoger medisch kader                                    |           |
| Lieutenant                        | mon lieutenant (vrouwelijk: lieutenant) | medisch kader                                          |           |
| Adjudant chef; vaak ook Major     |                                         | verpleegkundige                                        |           |
| Sergent chef, vaak ook Adjudant   |                                         | verpleegkundige                                        |           |

## Directie-generaal voor bewapening en uitrusting - Direction générale de l'armement (DGA)
| Rang                                                                                  | Aanspreektitel IA en IETA                     | Aanspreektitel OCTAA                        | Ingénieurs de l’armement (IA) | Ingénieurs des études et techniques de l’armement (IETA) | Officiers du corps technique et administratif de l’armement (OCTAA) |
| ------------------------------------------------------------------------------------- | --------------------------------------------- | ------------------------------------------- | ----------------------------- | -------------------------------------------------------- | ------------------------------------------------------------------- |
| Général de classe exceptionnelle                                                      | mon géneral vrouwelijk: géneral               |                                             |                               | -                                                        | -                                                                   |
| Général de hors classe                                                                | mon géneral vrouwelijk: géneral               |                                             |                               | -                                                        | -                                                                   |
| Général de 1er classe                                                                 | mon géneral vrouwelijk: géneral               | mon géneral vrouwelijk: géneral             |                               |                                                          | a                                                                   |
| Général de 2e classe                                                                  | mon géneral vrouwelijk: géneral               | mon géneral vrouwelijk: géneral             |                               |                                                          |                                                                     |
| „Chef“ (met meer dan 2 dienstjaren) (IA) - „Chef 1er classe“ (IETA en OCTAA)          | Monsieur le ingénieur en Madame le ingénieur  | Monsieur le officier en Madame le officier  |                               |                                                          |                                                                     |
| „Chef“ (met minder dan 2 dienstjaren) (IA) - „Chef 2e classe“ (IETA en OCTAA)         | Monsieur le ingénieur en Madame le ingénieur  | Monsieur le officier en Madame le officier  |                               |                                                          |                                                                     |
| „Principal“                                                                           | Monsieur le ingénieur en Madame le ingénieur  | Monsieur le officier en Madame le officier  |                               |                                                          |                                                                     |
| „Ingénieur“ - 4e-9e niveau IA en 6e-10e niveau IETA / „Officier“ 6e-10e niveau OCTAA  | Monsieur le ingénieur en Madame le ingénieur  | Monsieur le officier en Madame le officier  |                               |                                                          |                                                                     |
| „Ingénieur“ - 3e en 4e niveau IA en 2e-5e niveau IETA / „Officier“ 2e-5e niveau OCTAA | Monsieur le ingénieur en Madame le ingénieur  | Monsieur le officier en Madame le officier  |                               |                                                          |                                                                     |
| „Ingénieur“ - 1e niveau IA en IETA / „Officier“ 1e niveau OCTAA                       | Monsieur le ingénieur und Madame le ingénieur | Monsieur le officier und Madame le officier |                               |                                                          |                                                                     |
| „Ingénieur-aspirant“ (alleen IETA)                                                    | „Aspirant“                                    |                                             | -                             |                                                          | -                                                                   |

## Brandstoftroepen - Service des essences des armées (SEA)
De SEA bestaat uit lagere rangen tot en met Brigadier-chef de 1ère classe, onderofficieren van de SEA en de „Soutien pétrolier“ (brandstofondersteuning), de officieren van het „Corps technique et administratif“ (OCTASEA) welke aan de generaals toegewezen zijn en de „Ingénieurs militaires des essences“ (IME)

### Ingenieurs van de brandstofondersteuning  - Ingénieurs militaires des essences
| Rang                                                                | Aanspreektitel                                        | Functie | Rangteken |
| ------------------------------------------------------------------- | ----------------------------------------------------- | ------- | --------- |
| Ingenieur-generaal 1e klasse - Ingénieur général de première classe | mon général vrouwelijk: général                       |         |           |
| Ingenieur-generaal 2e klasse - Ingénieur général de deuxième classe | mon général vrouwelijk: général                       |         |           |
| Chef ingenieur 1e klasse - Ingénieur en chef de première classe     | Monsieur le ingénieur vrouwelijk: Madame le ingénieur |         |           |
| Chef ingenieur 2e klasse - Ingénieur en chef de deuxiéme classe     | Monsieur le ingénieur vrouwelijk: Madame le ingénieur |         |           |
| Ingénieur principal                                                 | Monsieur le ingénieur vrouwelijk: Madame le ingénieur |         |           |

## Beheer Defensie-Infrastructuur (Service d'infrastructure de la défense - SID)
De SID bestaat uit militaire ingenieurs met een officiersrang. Deze officiers worden aangeduid als: Ingénieurs militaires d'infrastructure de la défense.

### Ingenieurs van het Beheer Defensie-Infrastructuur - Ingénieurs militaires d'infrastructure de la défense
| Rang                                 | Aanspreektitel  | Functie | Rangteken |
| ------------------------------------ | --------------- | ------- | --------- |
| Ingénieur général hors classe        | Monsieur/Madame |         |           |
| Ingénieur général de première classe | Monsieur/Madame |         |           |
| Ingénieur général de deuxième classe | Monsieur/Madame |         |           |
| Ingénieur en chef de première classe | Monsieur/Madame |         |           |
| Ingénieur en chef de deuxième classe | Monsieur/Madame |         |           |
| Ingénieur principal                  | Monsieur/Madame |         |           |
| Ingénieur (diensttijd 2 tot 5 jaar)  | Monsieur/Madame |         |           |
| Ingénieur (diensttijd 6 tot 10 jaar) | Monsieur/Madame |         |           |
| Ingénieur (1e dienstjaar)            | Monsieur/Madame |         |           |
| Aspirant                             | Monsieur/Madame |         |           |

## Administratieve tak van de strijdkrachten - Service du commissariat des armées
Sinds 1 januari 2013 zijn de administratieve takken van de land-, lucht en zeestrijdkrachten samengevoegd tot één administratieve tak: de Service du commissariat des armées. Het is de bedoeling om op 1 januari 2016 de  officieren van de technische en administratieve takken en militaire gezondheidszorg over te laten gaan in de Service du commissariat. De commissarissen worden in de regel aangesproken als « monsieur le... » , of « madame le... » (vaak ook « madame la... ») commissaire. Het is hun taak de militaire en financiële administratie van het leger te beheren en onderhouden. (de zuiver militaire aanspreektitel »mon capitaine resp. capitaine« wordt ook algemeen geaccepteerd.)
| Rang                              | Aanspreektitel                    | Functie                             | Rangteken |
| --------------------------------- | --------------------------------- | ----------------------------------- | --------- |
| Commissaire général hors classe   | Monsieur le commissaire général   | Commissaris-generaal hoogste klasse |           |
| Commissaire général de 1re classe | Monsieur le commissaire général   | Commissaris-generaal 1e klasse      |           |
| Commissaire général de 2me classe | Monsieur le commissaire général   | Commissaris-generaal 2e klasse      |           |
| Commissaire en chef de 1re classe | Monsieur le commissaire en chef   | Hoofdcommissaris 1e klasse          |           |
| Commissaire en chef de 2me classe | Monsieur le commissaire en chef   | Hoofdcommissaris 2e klasse          |           |
| Commissaire principal             | Monsieur le commissaire principal |                                     |           |
| Commissaire de 1re classe         | Monsieur le commissaire           | Commissaris 1e klasse               |           |
| Commissaire de 2me classe         | Monsieur le commissaire           | Commissaris 2e klasse               |           |
| Commissaire de 3me classe         | Monsieur le commissaire           | Commissaris 3e klasse               |           |
| Elève commissaire                 | Monsieur le commissaire           | Aspirant Commissaris                |           |

## Inspecteur-generaal der strijdkrachten - Contrôle général des armées
Het „Corps du contrôle général des armées“ is het controlerend orgaan binnen het Franse leger. Alle leden hebben de rang van generaal; echter met een erg afwijkend rangteken ten opzichte van die van andere Franse generaals.
| Rang                                                                    | Aanspreektitel                  | Functie | Rangteken |
| ----------------------------------------------------------------------- | ------------------------------- | ------- | --------- |
| Inspecteur-generaal der Strijdkrachten - Contrôleur général des armées  | mon général vrouwelijk: général |         |           |
| Inspecteur der Strijdkrachten- Contrôleur des armées                    | mon général vrouwelijk: général |         |           |
| Assistent Inspecteur der Strijdkrachten - Contrôleur adjoint des armées | mon général vrouwelijk: général |         |           |

## Gendarmerie Nationale
De Gendarmerie Nationale bestaat uit militairen die structureel bij het Ministerie van Binnenlandse Zaken zijn ondergebracht. Zij vallen echter te allen tijde onder de militaire discipline en leggen verantwoording af aan de Minister van Defensie.

### Generaals - Officiers généraux
| Rang                                | Aanspreektitel                  | Functie | Rangteken |
| ----------------------------------- | ------------------------------- | --- | --------- |
| Général d'armée                     | mon général vrouwelijk: général | Directeur-generaal van de Gendarmerie nationale                                                                  |           |
| Général de corps d'armée            | mon général vrouwelijk: général | Generaal van de Gendarmerie nationale (algemeen bestuur)                                                         |           |
| Général de division                 | mon général vrouwelijk: général | Regiocommandant van de Gendarmerie nationale, plaatselijk commandant van een verdedigings-, of beveiligingszone. |           |
| Brigadegeneral - Général de brigade | mon général vrouwelijk: général | Brigadegeneraal van de Gendarmerie nationale                                                                     |           |

### Stafofficieren - Officiers supérieurs
De rangen zijn gelijk aan die van de reservisten.
| Rang                                                                                | Aanspreektitel                        | Gendarmerie départementale | Gendarmerie mobile | Garde républicaine | Corps technique et administratif |
| ----------------------------------------------------------------------------------- | ------------------------------------- | -------------------------- | ------------------ | ------------------ | -------------------------------- |
| Colonel                                                                             | mon colonel vrouwelijk: colonel       |                            |                    |                    |                                  |
| Lieutenant-colonel                                                                  | mon colonel vrouwelijk: colonel       |                            |                    |                    |                                  |
| Commandant Chef d’escadron of Commandant bij het „Corps technique et administratif“ | mon commandant vrouwelijk: commandant |                            |                    |                    |                                  |

### Subalterne officieren - Officiers subalternes
De rangen zijn gelijk aan die van de reservisten.
| Rang | Functie                               | Gendarmerie départementale | Gendarmerie mobile | Garde républicaine | Corps technique et administratif |
| --- | ------------------------------------- | -------------------------- | ------------------ | ------------------ | -------------------------------- |
| Capitaine | mon capitaine vrouwelijk: capitaine   |                            |                    |                    |                                  |
| Lieutenant | mon lieutenant vrouwelijk: lieutenant |                            |                    |                    |                                  |
| Sous-lieutenant - tweedejaars student aan de officierschool EOGN (École des officiers de la gendarmerie nationale) - reserveonderofficier als officier-titulair (Art. 19-1)                                                                                    | mon lieutenant vrouwelijk: lieutenant |                            |                    |                    |                                  |
| Aspirant - Aspiranten der gendarmerie op vrijwillige basis. - Aspiranten uit het PEOR (peloton des élèves officiers de réserve) - Srudenten aan de École polytechniqueen de ENSIETA (École nationale supérieure de techniques avancées Bretagne) als stagiaire | mon lieutenant vrouwelijk: lieutenant |                            |                    |                    |                                  |
| Élève-officier - eerstejaars student aan de officierschool EOGN (École des officiers de la gendarmerie nationale) | mon lieutenant vrouwelijk: lieutenant |                            |                    |                    |                                  |

### Onderofficieren - Sous-officiers
De rangen zijn gelijk aan die van de reservisten, behalve die van „Gendarm“
| Rang | Aanspreektitel | Gendarmerie départementale | Gendarmerie mobile | Garde républicaine | Corps technique et administratif |
| --- | --- | -------------------------- | ------------------ | ------------------ | -------------------------------- |
| Major | major |                            |                    |                    |                                  |
| Adjudant-chef | mon adjudant chef vrouwelijk: adjudant chef |                            |                    |                    |                                  |
| Adjudant | mon adjudant vrouwelijk: adjudant |                            |                    |                    |                                  |
| Maréchal des logis-chef | chef |                            |                    |                    |                                  |
| Gendarme, of Garde de carrière | Gendarme, of Garde Vaak (onofficieel) aangesproken als chef bij de Ėcoles de gendarmerie. Gendarme is de correcte rang, gelijk aan de rang van Sergent/Sergent-chef bij de landmacht. |                            |                    |                    | -                                |
| Gendarme, of garde actief, of reserve- | Gendarme, of Garde Vaak (onofficieel) aangesproken als chef bij de Ėcoles de gendarmerie. Gendarme is de correcte rang, gelijk aan de rang van Sergent/Sergent-chef bij de landmacht. |                            |                    |                    | -                                |
| Maréchal des logis | maréchal des logis | -                          | -                  | -                  |                                  |
| Student aan het begin van het eerste jaar van de „École de sous-officiers de la gendarmerie nationale“ (ESOG) of het „Corps de Soutien Technique et Administratif de la Gendarmerie Nationale“ (CSTAGN) | |                            |                    |                    |                                  |

### Overige rangen - Militaires du rang
De rangen zijn identiek aan die van vrijwillers en reservisten.
| Rang                                                        | Aanspreektitel     | Functie | Rangabzeichen |
| ----------------------------------------------------------- | ------------------ | ------- | ------------- |
| Maréchal des logis                                          | maréchal des logis |         |               |
| Brigadier-chef                                              | brigadier-chef     |         |               |
| Brigadier                                                   | brigadier          |         |               |
| Gendarme adjoint de 1ère classe Geen rang, maar een functie | geen rang          |         |               |
| Gendarme adjoint de 2ème classe                             | geen rang          |         |               |

## Geestelijke verzorging - Aumôniers militaires
De geestelijke verzorgers worden tot de officieren gerekend en worden officieel aangesproken met « monsieur (of madame) l’aumônier » (Nederlands: aalmoezenier).
In de praktijk onderscheiden de aanspreektitels van de verschillende geestelijken zich per religie:
- Rooms-katholieke geestelijken worden bij de land- en de luchtmacht officieel aangesproken met « padre », maar de titel « mon père » is gebruikelijker. Aan boord van marineschepen wordt deze geestelijke aangesproken met « monseigneur », of « bohut » .
- protestantse geestelijken worden « pasteur » genoemd.
- joodse geestelijken worden met « monsieur le rabbin » aangesproken.
- islamitische geestelijken worden aangesproken met « monsieur », tot er een officiële overeenstemming is bereikt over de traditioneel meest gangbare terminologie.

| Aumônier militaire-en-chef                                         |                                 |                  |                |                       |
|                                                                    | Armée de terre services communs | Marine nationale | Armée de l’air | Gendarmerie nationale |
| Aumônier militaire-en-chef adjoint                                 |                                 |                  |                |                       |
| Aumônier militaire régional                                        |                                 |                  |                |                       |
| Aumônier militaire                                                 |                                 |                  |                |                       |
| Laïc - aumônier militaire aumônerie catholique de l’Armée de terre |                                 |                  |                |                       |
| Aumônier militaire de réserve                                      |                                 |                  |                |                       |